# Leichtathletik-Halleneuropameisterschaften 2017/Teilnehmer (Zypern)
| Gelbes Symbol für Goldmedaillen mit stilisierten Olympischen Ringen | Graues Symbol für Silbermedaillen mit stilisierten Olympischen Ringen | Braundes Symbol für Bronzemedaillen mit stilisierten Olympischen Ringen |
| ------------------------------------------------------------------- | --------------------------------------------------------------------- | ----------------------------------------------------------------------- |
| —                                                                   | —                                                                     | —                                                                       |

Aus der Republik Zypern starteten drei Athletinnen und zwei Athleten bei den Leichtathletik-Halleneuropameisterschaften 2017 in Belgrad, die einen Landesrekord aufstellten.

## Ergebnisse

### Frauen

#### Laufdisziplinen
| Athletin            | Disziplin | Vorlauf     | Vorlauf | Halbfinale         | Halbfinale         | Finale             | Finale             |
| Athletin            | Disziplin | Zeit        | Platz   | Zeit               | Platz              | Zeit               | Platz              |
| ------------------- | --------- | ----------- | ------- | ------------------ | ------------------ | ------------------ | ------------------ |
| Ramona Papaioannou  | 60 m      | 7,48 s SB   | 24      | nicht qualifiziert | nicht qualifiziert | nicht qualifiziert | nicht qualifiziert |
| Eleni Artymata      | 400 m     | 54,31 s     | 23      | nicht qualifiziert | nicht qualifiziert | nicht qualifiziert | nicht qualifiziert |
| Natalia Evangelidou | 1500 m    | 4:24,61 min | 19      | –––                | –––                | nicht qualifiziert | nicht qualifiziert |

### Männer

#### Laufdisziplinen
| Athlet           | Disziplin   | Vorlauf | Vorlauf | Halbfinale | Halbfinale | Finale | Finale |
| Athlet           | Disziplin   | Zeit    | Platz   | Zeit       | Platz      | Zeit   | Platz  |
| ---------------- | ----------- | ------- | ------- | ---------- | ---------- | ------ | ------ |
| Milan Traikovits | 60 m Hürden | 7,56 s  | 2       | –––        | –––        | 7,60 s | 6      |

#### Sprung/Wurf
| Athlet                | Disziplin  | Qualifikation | Qualifikation | Finale             | Finale             |
| Athlet                | Disziplin  | Höhe          | Platz         | Höhe               | Platz              |
| --------------------- | ---------- | ------------- | ------------- | ------------------ | ------------------ |
| Vasilios Konstantinou | Hochsprung | 2,25 m        | 9             | nicht qualifiziert | nicht qualifiziert |